# Enicospilus hubbelli
Enicospilus hubbelli là một loài tò vò trong họ Ichneumonidae.